# 功能 (工程)
工程学中的功能（function）是指明確的流程、行為或任務，是對應的系統可以進行的。

## 工程設計
在工程計劃的生命週期中，會有這二個定義有些不同的名詞：需求及功能規格文件。需求會列出此系統最重要的屬性，而設計規格文件中，實體流程、軟體流程或是系統就會是所需要的功能。

## 產品
在技術產品的宣傳及行銷上，常會列出功能的數量，並且列在推廣文件中。例如可以進行加減乘除等基本數學運算的电子计算器，可能會稱為「四功能」機型，若有加上其他的機能，例如科學運算、金融運算或是統計機能，可能會在廣告中列出「57個科學功能」。若是手錶有碼表及計時器功能，也會直接寫成有一些特殊機能。為了強化在宣傳上的效果，有些沒有顯著提昇功能性的基本操作也可能算在產品功能中。